# Cholín
Ignacio María Alcorta Hermoso de Ordorica, detto Cholín (Tolosa, 13 dicembre 1906 – Granada, 1º dicembre 1967), è stato un calciatore spagnolo di origini basche, di ruolo attaccante.

## Carriera
Giocò nella massima serie del campionato spagnolo con Donostia e Granada.
Nel 1928 giocò la sua unica partita con la nazionale di calcio spagnola.